# Universitas Airlangga
Universitas Airlangga – indonezyjska uczelnia publiczna w Surabai (prowincja Jawa Wschodnia). Została założona w 1954 roku.

## Wydziały
- Wydział Farmacji (Fakultas Farmasi)
- Wydział Prawa (Fakultas Hukum)
- Wydział Kulturoznawstwa (Fakultas Ilmu Budaya)
- Wydział Lekarski (Fakultas Kedokteran)
- Wydział Dentystyczny (Fakultas Kedokteran Gigi)
- Wydział Medycyny Weterynaryjnej (Fakultas Kedokteran Hewan)
- Wydział Zdrowia Publicznego (Fakultas Kesehatan Masyarakat)
- Wydział Rybołówstwa i Spraw Morskich (Fakultas Perikanan dan Kelautan)
- Wydział Psychologii (Fakultas Psikologi)
- Wydział Naukowo-Technologiczny (Fakultas Sains dan Teknologi)
- Wydział Nauk Społecznych i Politycznych (Fakultas Ilmu Sosial dan Politik)
- Wydział Pielęgniarski (Fakultas Keperawatan)
- Wydział Kształcenia Zawodowego (Fakultas Vokasi)
- Sekolah Pascasarjana
- Sekolah Teknologi Maju dan Multidisiplin

Źródło: .